# Ancistrus eustictus
Espèce
Ancistrus eustictus est une espèce de poissons de la famille des Loricariidae.

## Distribution
Cette espèce est endémique de Colombie, elle ne se rencontre que dans le río Baudó.

## Description
Il atteint une taille de dix-huit centimètres. Ce qui en fait l'un des plus grands Ancistrus. 